# Stéphanie Frappart
Stéphanie Frappart (Le Plessis-Bouchard - 14 de dezembro de 1983) é uma árbitra de futebol francesa, inscrita no quadro de árbitros internacionais da FIFA desde 2011. Em 1.º de dezembro de 2022 tornou-se a primeira árbitra a comandar uma partida de Copa do Mundo masculina de futebol.

## Carreira
Desde 2011, apitou várias partidas de alto nível. Ela se tornou a primeira mulher a apitar uma grande partida europeia masculina e uma partida da Ligue 1 francesa, ambas em 2019, e a primeira mulher a apitar uma partida da Liga dos Campeões da UEFA em 2020. Em 2021, Frappart tornou-se a primeira mulher a comandar uma partida masculina de qualificação para a Copa do Mundo. Comandou também partidas no Championnat National, a terceira divisão do futebol masculino na França. Em 2014, Frappart se tornou a primeira mulher a arbitrar na Ligue 2, a segunda divisão do futebol masculino profissional na França. Atuou como árbitra na Copa do Mundo Feminina da FIFA de 2015 no Canadá.
Em 3 de dezembro de 2018, Frappart foi nomeada para apitar a Copa do Mundo Feminina da FIFA 2019 na França. Após a conclusão da rodada de 16, foi anunciado que Frappart havia sido selecionado como um dos onze árbitros que seriam mantidos pelo restante do torneio. Frappart seria nomeada para arbitrar a final do torneio que foi disputado em 7 de julho de 2019 entre os Estados Unidos e a Holanda.
Em abril de 2019, foi anunciado que ela se tornaria a primeira árbitra da Ligue 1, com seu primeiro jogo em 28 de abril, em um confronto entre SC Amiens e RC Strasbourg. Em 2 de agosto de 2019, Frappart foi escalada para arbitrar a Supercopa da UEFA de 2019 entre Liverpool e Chelsea, tornando-se a primeira mulher a arbitrar uma grande partida europeia masculina. Em 11 de novembro de 2019, Frappart oficiou a segunda etapa da competição inaugural da Champions Cup, entre os vencedores da Liga da Irlanda Premier Division e da [[Campeonato Norte-Irlandês de Futebol|NIFL Premiership]. A partida viu o campeão da República da Irlanda Dundalk vencer o campeão da Irlanda do Norte Linfield por 6-0, com Frappart mostrando dois cartões amarelos.
Em 2 de dezembro de 2020, Frappart tornou-se a primeira mulher a apitar uma partida da UEFA Champions League, entre Juventus e Dynamo Kyiv. Em março de 2021, Frappart oficiou a segunda mão da partida da UEFA Women's Champions League entre Atlético de Madrid e Chelsea. Mais tarde naquele mês, ela se tornou a primeira mulher a apitar uma eliminatória da Copa do Mundo da FIFA, em uma partida entre Holanda e Letônia.
Em 7 de maio de 2022, foi a árbitra da final da Copa da França.[carece de fontes?]
Inscrita no quadro de árbitros internacionais da FIFA desde 2011, foi uma das três árbitras selecionadas para integrar a arbitragem da Copa do Mundo FIFA de 2022. Em 1.º de dezembro, arbitrou o confronto entre a Seleção da Alemanha e a Seleção da Costa Rica, pela terceira jornada da fase de grupos da Copa do Mundo, tornando-se a primeira árbitra a comandar uma partida do campeonato mundial de futebol masculino, em 92 anos de existência da competição. Além de Stéphanie, completaram o trio de arbitragem feminino do confronto, suas duas assistentes, a brasileira Neuza Back e a mexicana Karen Díaz Medina.

## Prêmios
- Melhor Árbitra do Mundo IFFHS em 2019,[24] 2020,[25] e 2021.[26]